# Sandersville, Georgia
Sandersville är en stad i den amerikanska delstaten Georgia med en yta av 23,9 km² och en folkmängd, som uppgår till 6 144 invånare (2000). Sandersville är administrativ huvudort i Washington County.

## Kända personer från Sandersville
- Elijah Muhammad, ledare för Nation of Islam 1934–1975